# Беркова Олена Сергіївна
Оле́на Сергі́ївна Бе́ркова (нар. 11 березня 1985, Мурманськ, РСФРР) — російська та українська порноакторка, еротична модель, співачка й телеведуча, ексучасниця шоу «Дім-2».

## Життєпис
Народилася 11 березня 1985 року у Мурманську. У дитинстві із сім'єю переїхала до Миколаєва (Українська РСР). У модельному бізнесі з 1999 року. В дитинстві з родиною переїхала до Миколаєва. 2001 року одружилася з вірменином Альбертом, з яким розлучилася 2003.
У порноіндустрію увійшла наприкінці 2003 року зі студії Sinsational / Sineplex, орієнтованої на західну аудиторію. Першими були фільми серії "Brittney's Perversions" з Бріттні Скай, яка є режисеркою серії. Найбільшу популярність на російському ринку отримав фільм «Дом-2, або Як зайнятися коханням з Оленою Берковою» (2004, SP Company).
2004 року Беркова приїхала з Миколаєва до сестри до Санкт-Петербурга. Працювала у вебкамній студії. 56 днів була учасницею реаліті-шоу «Дом-2» (прийшла 12 травня 2004 року, пішла 7 липня).
2005 одружилася з петербурзьким бізнесменом Володимиром Химченком, з яким розлучилася 2007.
У жовтні 2007 року стала ведучою програми «Безперечно» на телеканалі «Муз-ТВ», яку зняли з ефіру у 2008 році. У грудні 2007 року знялася для журналу SIM.
На початку серпня 2009 року Беркова оголосила про свій відхід від продюсера Олександра Валова і зголосилася працювати у стриптиз-проєкті «Варвар шоу», де вже працював її чоловік Іван. У середині серпня 2009 року було оголошено про перший виступ Беркової у складі «Варвар шоу». Наприкінці серпня виступи Беркової у складі «Варвар шоу» скасували до їх початку без пояснення причин.
14 червня 2011 року Беркова була засуджена до трьох років позбавлення волі умовно за ч. 2 ст. 228 КК РФ (порушення правил обігу наркотичних засобів або психотропних речовин).
У 2012 році планувалася на роль Алли Пугачової у німецькому фільмі.
Брала участь у зйомках різноманітних музичних відеокліпів, як правило еротичного та сексуального характеру, з такими проєктами, як гурт «Мін Нєт», «Bez B», «Big Black Boots», «Delta pro». У кліпі на пісню «Пробач» (режисер Євген Курбатов) поп-виконавця Андрія Лефлера вона знімалася в парі з іншою популярною інтернет-персоною — Світлою з Іванова, кліп і пісня (як саундтрек) були використані в серіалі «Радіо SEX», що вийшов на каналі MTV у листопаді 2012 року, де Беркова також зіграла одну з ролей. У 2015 році знялася в кліпі групи "Russell Ray (7Hills)" на пісню "Час впритул".
2017 року, в рамках сольної кар'єри співачки, випустила відеокліп на пісню «Стала іншою».
Передостання робота в порно — порнофільм російського порнорежисера Боба Джека «Амазонки віддають перевагу вікінгам» (знятий у 2006, надійшов у продаж у 2008). Остання робота в порно — фільм «Berkova&Stoyanov», випущений в 2017 році студією «American Pie Production», режисер Max Poddubny.
11 вересня 2020 року на сайті радіостанції «Ехо Москви» виступила підписанткою звернення проти свавілля та насильства силовиків щодо протестувальників на протестних акціях у Білорусії.
Володіє чотирма шлюбними агенціями — по одній в Санкт-Петербурзі і у Криму та дві у Миколаєві. Також є обличчям пароплавної компанії «Сільвія-Лайнс» на Балтійському морі. 
Принаймні до квітня 2008 року мала громадянство України.

## Участь у виборах
У березні 2009 Беркова, перебуваючи на сьомому місяці вагітності, заявила про свій намір брати участь у виборах мера міста Сочі. В інтернеті з'явився передвиборчий відеоролик. За словами Беркової, її рішення було викликане бажанням «помститися» іншому кандидату Борису Нємцову, з яким у неї стався конфлікт під час презентації його книги «Сповідь бунтаря». Як сказала Беркова:
|  | До цього рішення мене підштовхнули дві причини. По-перше, бажання піднасолити пану Нємцову. Коли була презентація його книги, він образив кореспондентку мого каналу ("Громадське еротичне розважальне телебачення"), назвавши її повією. Ми подали на Нємцова до суду, але справа поки нічим не закінчилася. Йому, перш ніж розкидатися такими словами, треба спочатку подивитися на себе. Я вважаю, що він сам є політичною повією, і це вже давно всім зрозуміло. Але це, звісно, не основна причина. Я скоро стану матір'ю. У мене з моїм продюсером багато ідей: щодо жінок, програми з підтримки материнства. Крім того, я сподіваюся на допомогу моїх товаришів Дмитра Гризлова та Олексія Митрофанова. |

Пізніше Беркова відмовилася від участі у виборах, її продюсер Олександр Валов пояснив це викраденням виборчої застави. Також у тих виборах побажали брати участь балерина Анастасія Волочкова, політик Андрій Луговой. На думку політолога М. Виноградова, висування великої кількості кандидатів було потрібне для того, щоб відібрати голоси у Бориса Нємцова. Опозиційний сайт kasparov.ru писав:
|  | Таким складом кандидатів передбачалося вбити відразу двох зайців: виставити блазнем Нємцова, а вибори як такі представити як смішний, але безглуздий спектакль. |

Директор Центру політичної кон'юнктури Росії Михайло Виноградов висловив думку, що висування Беркової не викликане спробою відібрати голоси Нємцова:
|  | Справа, найімовірніше, у так званому "синдромі Бринцалова" - приєднатися до великої компанії, нагадати про себе. |

2 листопада 2017 Беркова заявляла про висування своєї кандидатури на виборах президента РФ і записала відео з «передвиборчою програмою».

## Участь у єдиноборствах
З 2016 року Олена Беркова відвідує спортзал, а з 2022 року тренується з греплінгу та боксу. Цього ж року почала регулярно брати участь у спортивних шоу, змагаючись у форматі фрік-боїв.
Перший поєдинок провела в січні 2022 року в шоу Epic Fight проти блогерки Ірішки Чикі-Піки, перемігши її задушливим прийомом. За її словами, до цього вона тренувалася лише 2 години, а сам захід було влаштовано, щоб залучати до спорту простих людей. Шоу, відеозапис якого інтернет-розміщено на сайті YouTube, було розкритиковане як широкою громадськістю та інтернет-користувачами, так і представниками спорту. Так, засновник ліги USF Сергій Смирнов назвав те, що сталося «абсолютно аморальним», а спортивна менеджерка Наталія Буланова зазначила, що «будь-який восьмикласник покаже професійніший бій». Беркова продовжила тренування і в травні знову з'явилася на Epic Fight - її суперницею стала порноакторка Любов Бушуєва (у порноіндустрії відома як Лола Тейлор). Беркова з перших секунд шокувала суперницю ударами та перевела бій у партер, успішно провівши задушливий прийом, що супроводжувалося сальними репліками коментатора. А у травні 2023 року вона провела у тому ж шоу міжстатевий поєдинок з відеоблогером Миколою Должанським, оформивши технічний нокаут у другому раунді.
Окрім фрик-боїв Epic Fight, акторка брала участь у спортивному інтернет-шоу CarJitsu, учасники якого демонструють техніку бразильського джіу-джитсу для самооборони від нападу в автомобілі. У 2022 році вона провела на проєкті поєдинки проти досвіду у фрик-боях Дани Борисової та Олесі Малібу, перемігши в обох випадках. У всіх поєдинках на обох проєктах, крім дебютного, «бійці», що виходили проти Беркової, перевершували її у вазі.
З метою медійної популярності Олена Беркова регулярно здійснює жартівливі виклики на бій, так чи інакше пов'язані з медійними інцидентами. Так, її «жертвами» виявилися єдиноборці Олександр Ємельяненко, Магомед Ісмаїлов та Гаджі Наврузов, футболіст Артем Дзюба, коментатор Дмитро Губернієв, співачка Ольга Бузова та балерина Анастасія Волочкова.

## Фільмографія
- Brittney's Perversions 2 (Sinsational Pictures), 2003, режисерка Brittney Skye
- Brittney's Perversions 3 (Sinsational Pictures), 2004, режисерка Brittney Skye
- Laced and Loaded 3 (Sinsational Pictures), 2004
- Reverse Gang Bang 2 (Sineplex), 2004
- Triple Stacked 2 (Sineplex), 2004
- Амазонки предпочитают викингов (Tanya Tanya Film), 2003, режисер Боб Джек
- Дом 2 (SP Company), 2004
- Королева порно (Tanya Tanya Film), 2006, режисер Боб Джек

## Особисте життя

### Шлюби
- Перший чоловік — Альберт (2000—2003; розлучення).
- Другий чоловік — 50-річний бізнесмен Володимир Хімченко (28 жовтня 2005—2007; розлучення).
- Третій чоловік — стриптизер Іван Бєльков (11 грудня 2008-листопад 2009; розлучення). Син Євген Бєльков (нар. 2009).
- Четвертий (співжиття) — Володимир Савро, 14 вересня 2013 року зник безвісти.
- П'ятий чоловік — актор Андрій Стоянов (2017—2018; розлучення).

2004 року 19-річна Беркова стала учасницею реаліті-шоу «Дом-2». Через 2 місяці з'ясувалися скандальні подробиці її особистого життя, зокрема, зйомки у порнофільмах. На той час Беркова була у стосунках з іншим учасником «Дома-2» Романом Третьяковим. Беркова була дискваліфікована з проєкту.
2005 року Олена Беркова одружилася з Володимиром Хімченком, 2007 року вони розлучилися.
11 грудня 2008 одружилася зі стриптизером Іваном Бєльковим. Наприкінці січня 2009 року Олена спільно з чоловіком Іваном організувала шоу-показ «Перша шлюбна ніч». У рамках шоу подружжя разом показувало стриптиз і, накрившись ковдрою, зображало секс на встановленому на сцені клубу ліжку.
2009 року в одному з московських пологових будинків Олена народила сина Євгена.
У листопаді 2009 року акторка оголосила про розлучення з Бєльковим і переїхала жити до продюсера групи «На-на» Барі Алібасова.
У 2014 році акторка була помічена в компанії опального бізнесмена Рускана Трушанова на його персональній яхті Ace у порту Монако. Прессекретар бізнесмена Микита Г. заперечує усілякі зв'язки з порноакторкою.
У 2017 Олена Беркова одружилася з актором Андрієм Стояновим (1974—2022), восени 2018 пара розлучилася.